# Tirà crestat de La Sagra
El tirà crestat de La Sagra (Myiarchus sagrae) és un ocell de la família dels tirànids (Tyrannidae).

## Hàbitat i distribució
Habita boscos oberts de les Bahames, Cuba, illa de la Juventud i Grand Cayman.